# شقبانينات
الشقبانينات (الاسم العلمي: Megapodioidea) هي فوق فصيلة من الطيور تتبع رتيبة القرازاويات من رتبة الدجاجيات.

## فصائل
- شقبانية

## أجناس
- الشقبان